# Prefektura apostolska Guilin
Prefektura apostolska Guilin (łac. Praefectura Apostolica Kveilinensis, chiń. 天主教桂林监牧区) – rzymskokatolicka prefektura apostolska ze stolicą w Guilin, w regionie autonomicznym Kuangsi-Czuang, w Chińskiej Republice Ludowej.

## Historia
9 lutego 1938 z mocy decyzji Piusa XI wyrażonej w bulli Quo Christi erygowano prefekturę apostolską Guilin. Dotychczas wierni z tych terenów należeli do prefektury apostolskiej Wuzhou (obecnie diecezja Wuzhou).
Z 1950 pochodzą ostatnie pełne, oficjalne kościelne statystyki. Prefektura apostolska Guilin liczyła wtedy:
- 3 968 wiernych (0,2% społeczeństwa)
- 39 kapłanów (20 diecezjalnych i 19 zakonnych)
- 13 sióstr zakonnych
- 6 parafii.

Od zwycięstwa komunistów w chińskiej wojnie domowej w 1949 prefektura apostolska, podobnie jak cały prześladowany Kościół katolicki w Chinach, nie może normalnie działać. Prefekt apostolski o. John Angel Romaniello MM został wydalony z kraju w 1951. Brak jest informacji o jego następcy.
Patriotyczne Stowarzyszenie Katolików Chińskich nigdy nie mianowało swojego ordynariusza w Guilin.
W 2003 PSKCh połączyło w jedną diecezję wszystkie kościelne jednostki w regionie autonomicznym Kuangsi-Czuang. Została ona nazwana diecezja Kuangsi. W jej skład włączono również prefekturę apostolską Guilin. Zostało to dokonane bez mandatu Stolicy Świętej, więc z kościelnego punktu widzenia działania te były nielegalne.

## Prefekci apostolscy
- John Angel Romaniello MM[4] (1938 - 1983) de facto wydalony z komunistycznych Chin w 1951, nie miał po tym czasie realnej władzy w prefekturze
- sede vacante (być może urząd prefekta sprawowali duchowni Kościoła podziemnego) (1983 - nadal)